# 沃德斯登
沃德斯登 （英语： Waddesdon /ˈwɒdzdən/）是一座位于英国白金汉郡艾尔斯伯里韦尔的村庄。距艾爾斯伯里6英里。沃德斯登的经济主要依赖于丝织品生产。